# آفیش سرخ

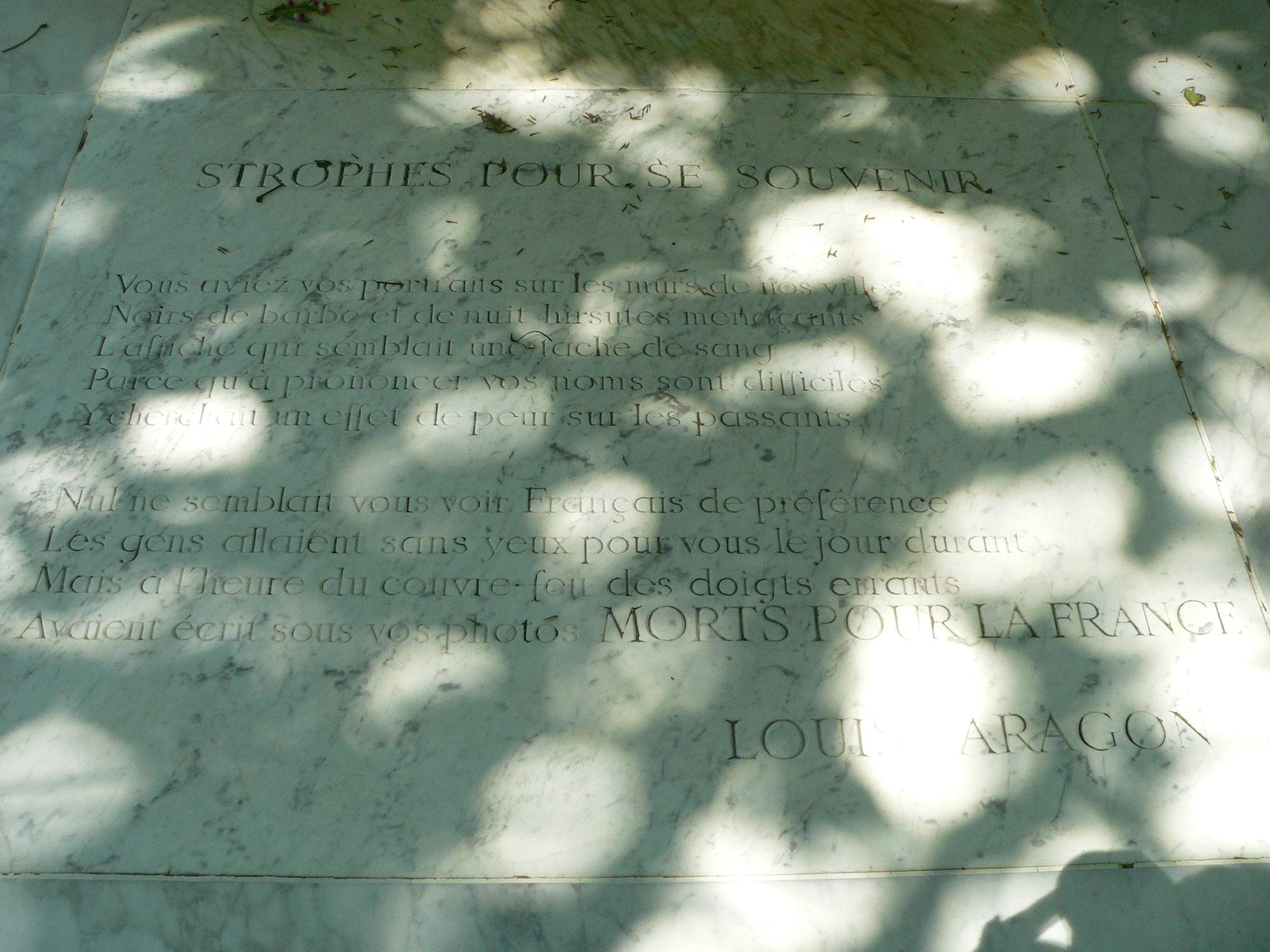
لویی آراگون که شعر «آفیش سرخ» را سروده با لئو فره که آن را خوانده است

آفیش سرخ (به فرانسوی: L'affiche rouge) اشاره به شعری است که لویی آراگون رمان‌نویس و شاعر سورئالیست فرانسوی در وصف پارتیزان‌های خارجی که در مبارزه علیه نازی‌ها در فرانسه تیرباران شدند، سروده است.
این شعر را خوانندگان مشهوری از جمله لئو فره خوانده‌اند. آفیش سرخ را به فارسی «دیوارکوب سرخ» نیز ترجمه کرده‌اند.
زمانی که پاریس در اشغال نازی‌ها بود و جنبش مقاومت با آن‌ها مبارزه می‌کرد، تعداد محدودی از پارتیزان‌های اسپانیایی مجاری، لهستانی و ارمنی که عاقبت دستگیر و اعدام شدند همراه فرانسوی‌ها علیه نازی‌ها مبارزه می‌کردند.
اشغالگران نازی بعد از دستگیری این افراد، با تبلیغات وسیع آنان را تروریست و خائن به فرانسه معرفی کردند و آفیش‌هایی با عکس پارتیزانها روی در و دیوار خیلی از دیوارهای فرانسه چسباندند که بعداً به آفیش سرخ مشهور شد که به قول آراگون مثل لکه‌های خونی بر دیوارها بود.
۲۲ نفر از آنان در سال ۱۹۴۴ تیرباران شدند و چند ماه بعد یک زن نیز گردن زده شد، چون مطابق قوانین آن موقع فرانسه، تیرباران زن‌ها ممنوع بود.
بعد از اعدام این افراد، آفیش‌های سرخ تا مدت‌ها روی در و دیوارها مانده بود… چون آراگون می‌گوید که در ساعات روز، عابران، به خصوص فرانسوی‌ها توجهی به این تصاویر نمی‌کردند… اما شب… در ساعات حکومت نظامی، انگشت‌های سرگردانی روی آفیش‌ها می‌نوشت که: «این افراد جانشان را به خاطر فرانسه از دست داده‌اند».

## گروه مانوشیان
رهبر تیرباران شدگان، شاعری ارمنی از دیار ایروان به نام میساک مانوشیان بود. به همین دلیل هم این گروه به نام گروه «مانوشیان» معروف شد. میساک مانوشیان با شجاعت در برابر نازی‌ها مقاومت کرد و با نثار خونش تبدیل به یک قهرمان ملی فرانسویان گردید.
میساک مانوشیان نامه‌ای در آخرین ساعات حیاتش نوشته که حاکی از عشق عمیق او به زندگی و فداکاری و از خودگذشتگی این انسان والا است.
شعر آراگون که با الهام از نامه میساک و به نام «آفیش سرخ» سروده شده و در آن استادانه از برخی جملات نامه مانوشیان گنجانده شده است، در سال ۱۹۵۹ توسط لئو فره خواننده چپ فرانسوی اجرا شد و به یک ترانه جاودانه درآمد.

## نامه میساک مانوشیان
میساک مانوشیان در نامه‌ای به همسرش نوشت:
«ملینه عزیزم، بینوای کوچولوی محبوبم،
تا چند ساعت دیگر، در این جهان نخواهم بود. ما در ساعت ۳ بعد از ظهر امروز تیرباران می‌شویم. این مانند یک حادثه‌ای است که در زندگیم رخ می‌دهد. باورکردنی نیست، اما با این همه می‌دانم، دیگر هرگز تو را نخواهم دید.
چه چیزی می‌توانم برایت بنویسم؟ در حالی‌که حیرانم، اما هم‌زمان برایم بسیار روشن است…
در آستانه پیروزی و رسیدن به هدف خودم را فدا می‌کنم. خوشا به‌حال کسانی که بعد از ما زنده خواهند بود و طعم شیرین آزادی و صلح را می‌چشند. مطمئن هستم که خلق فرانسه و تمام مبارزان راه آزادی خاطرات ما را گرامی خواهند داشت. در این لحظه مرگ، تأکید می‌کنم هیچ کینه‌ای نسبت به مردم آلمان ندارم و هرکس که شایسته هرچه بود، دریافت خواهد کرد؛ ولی من مخالف این هستم که برخی از آن‌ها ولو این‌که مستحق باشند، مجازات شوند. مردم آلمان و تمام خلقها بعد از جنگ که چندان دور نیست، در صلح و برادری زندگی خواهند کرد. خوشبختی از آن همه باد!...
تأسف عمیق من از این است که نتوانستم تو را خوشبخت کنم. خیلی دوست داشتم که فرزندی از تو به یادگار می‌داشتم، همان چیزی که همیشه خواست تو هم بود. خواهش می‌کنم برای خوشحالی من و برای این‌که آخرین خواست مرا جامه عمل بپوشانی، بعد از جنگ بدون درنگ با کسی که می‌تواند تو را خوشبخت کند، ازدواج کن و بچه‌دار شو. ..
اگر ممکن است، خاطراتم را نزد والدینم در ارمنستان بازگویی کن. من به همراه ۲۳ نفر دیگر با افتخار و سربلندی و به‌عنوان مردی با وجدان آسوده می‌میرم…
امروز، روز آفتابی است. در حالی به خورشید نگاه می‌کنم و به زیبایی طبیعت نگاه می‌کنم که همه چیز را دوست دارم و می‌گویم که خداحافظ زندگی و خدا حافظ همه شما»

## شعر آفیش سرخ
شما نه جویای افتخار بودید و نه اشکی
نه نوای ارگ کلیسا و نه دعا در بالین مرگ
یازده سال گذشت، زمان چه زود می‌گذرد، یازده سال
و شما فقط از سلاح تان استفاده کرده بودید
مرگ، سوی چشمان پارتیزان را خاموش نمی‌کند
تصاویرتان بر دیوارهای شهر ما آویخته بود
با سیاهی ریش نتراشیده و شب تهدیدآمیز موهای آشفته
بر اعلامیه‌ای که به لکه‌ای خون می‌مانست
و تلفظ دشوار نام‌های تان دست آویزی بود
تا راهی برای ترساندن رهگذران بیابند
انگار که هیچ‌کس شما را یک فرانسوی نمونه نمی‌دانست
تمام روز مردم به راه خود می‌رفتند بی آن که نگاهی به شما بیاندازند
اما در ساعات منع عبور و مرور، انگشتانی بی پروا
بر تصاویر شما نوشته بود: «جان باختگان برای فرانسه»
و بامداد، عزاداری‌ها چهرهٔ متفاوتی به خود گرفت
همه چیز به رنگ آبی سردی درآمده بود
در پایان فوریه و به مناسبت آخرین لحظات زندگی تان
و همان وقت یکی از میان شما به آرامی گفت:
سلامتی همه، سلامتی آن‌ها که زنده می‌مانند
من بی هیچ کینه‌ای از مردم آلمان خواهم مرد
بدرود ای رنج و لذت، بدرود گل‌های سرخ
بدرود زندگی، بدرود ای روشنایی و نسیم
ازدواج کن، شاد باش و مرا در یاد نگه دار
تویی که در زیبایی اجسام باقی خواهی ماند
آن هنگام که همه چیز در «ایروان» پایان می‌یابد
خورشید درخشان زمستانی تپّه را روشن می‌کند
طبیعت چه زیباست و من چقدر دلگیرم
عدالت بر ردّ پاهای ما پیروزمندانه قدم خواهد زد
«ملینه» ی من، عشق من، یتیم شدهٔ بی پناهم
از تو می‌خواهم که زندگی کنی و فرزندی به دنیا بیاوری
آن‌ها بیست و سه نفر بودند، هنگامی که تفنگ‌ها به گل نشست
بیست و سه نفر که پیش از موعد جان شان را فدا کردند
بیست و سه بیگانه و با این حال برادران ما
بیست و سه عاشق زندگی تا پای مرگ
بیست و سه نفر که فریاد برآوردند: «فرانسه»
پیش از آن که بر خاک فرو افتند